# 尼可波勒三部曲
《尼可波勒三部曲》（法語：La Trilogie Nikopol）是由法國漫畫家恩奇·畢拉創作的一系列科幻型圖像小說合集，最初在漫畫雜誌《飛行員》上連載；於1980至1992年間由人形聯盟出版社陸續出版，包含《諸神混亂》、《女人陷阱》及《寒冷赤道》，並於1995年在法國首次推出三部曲合集。臺灣大辣出版社於2003至2005年間首發中文版，2005年推出三部曲限量典藏版。
該系列第三部《寒冷赤道》被法國雜誌《閱讀》評選為年度好書，為法國出版史上首次入選的漫畫書。作者於該作中發明了一種結合國際象棋與拳擊的新型運動國際象棋拳擊，最終由荷蘭藝人伊皮·華比殊將這項運動變為現實。尼可波勒系列於2004年改編為電影《妖獸世紀》，由原作者親自執導。2008年改編為電子遊戲《尼可波勒：永生之祕》。
漫畫主角尼可波勒的外型特徵與《柏林蒼穹下》中扮演天使的布魯諾·岡茨極為相似；其名「尼可波勒」則源自一座同名的烏克蘭城市尼科波爾，意為「勝利之城」。

## 故事大綱
《尼可波勒三部曲之首部曲：諸神混亂》（La Foire aux immortels）

1980年出版。故事背景設置於2023年的法國首都巴黎，艾菲爾鐵塔上空出現載着古埃及神祇的金字塔形飛行物，祂們因沒有燃料而被困此地。野心勃勃的巴黎領導人舒伯朗（Jean-Ferdinand Choublanc）則藉此機會與神祇交易，妄想獲得永生不死的能力。另一邊廂，該書主角尼可波勒（Alcide Nikopol）是一名因叛逃而被罰冰封在外太空三十年的軍人。他在此時重返地球，卻發現法國在歷經兩次核戰爭後被法西斯政權統治。同時，被衆神判處死刑的埃及太陽神何若斯（Horus）在捷運站盯上了尼可波勒，想借用他的身體來完成復仇大業。尼可波勒同意何若斯附身，自此，這對神人組合踏上冒險之旅，對抗21世紀的腐化與浮誇。
《尼可波勒三部曲之二：女人陷阱》（La Femme piège）

1986年出版。故事設定於2025年的英國倫敦和德國柏林，結尾處有短暫轉移至埃及開羅。在第一部結尾時，因承受不了何若斯附身的尼可波勒，加上無法適應三十年人事已非的時空變化而住進精神病院。在第二部中他漸漸恢復神智，並與重返地球的何若斯再度成為命運共同體。另一邊廂，新登場的女主角吉兒（Jill Bioskop），因心愛之人被暗殺而吞下藥丸打算自盡，卻導致記憶錯亂。虛虛實實之間，她成了一個「沒有過去」的人，但也因此展開一段新的冒險之旅。
《尼可波勒三部曲之三：寒冷赤道》（Froid Équateur）

1992年出版。故事設定於2034年東非愛德華湖畔的一座赤道城市。距12年前的政變之後，世界局勢被一小群菁英份子掌控。尼可波勒的兒子尼可（ ）逃離巴黎追尋父親的蹤跡，他搭列車南下大雪紛飛的赤道城市，在列車上邂逅葉娜（Yéléna Prokosh-Tootobi），一名令他心動的女子，卻因未通過檢疫與她失之交臂。尼可波勒同何若斯、吉兒之間的三角戀也因吉兒懷孕生子而走向終結。同時，何若斯決定結束和尼可波勒的共生關係，接受埃及衆神的審判。當一切終將回歸秩序，尼可也與葉娜重逢，並準備同她一起生活。但他與其父尼可波勒的身份再度重疊，兩人的命運因此交錯。